# Pál Csernai
Pál Csernai (Pilis, 21 de octubre de 1932 - ibídem, 1 de septiembre de 2013) fue un entrenador y jugador de fútbol profesional húngaro que jugaba en la demarcación de centrocampista. El dos veces internacional húngaro llevó al FC Bayern de Múnich a la cima como entrenador. Ganó el campeonato alemán con el club en 1980 y 1981 y la Copa de la DFB en 1982. Ese mismo año condujo al Bayern a la final de la Copa de Europa de Campeones. Con el Benfica de Lisboa ganó la Copa de Portugal en 1985. Para Alemania, Csernai tiene una importancia histórica como pionero de la cobertura de la zona que es común hoy en día. Su hermano menor, Tibor Csernai, también era futbolista. 

## Biografía
Pál Csernai debutó como futbolista profesional en 1952 a los 20 años de edad con el Csepel SC. Durante su etapa en el club fue convocado un total de dos ocasiones por la selección de fútbol de Hungría en 1955. Tras permanecer cuatro años en el club fue traspasado al Karlsruher SC, con quien ganó el Campeonato del Sur de Alemania en 1956 y 1958, otras dos Bundesligas en ambos años y una Copa de Alemania. Ya en 1958 fue fichado por el FC La Chaux-de-Fonds, y tras permanecer un año se fue al Stuttgarter Kickers, equipo en el que se retiró en 1965.
Tras su retiro como futbolista en 1965 se convirtió en el entrenador del Berliner FC Alemannia 1890. Posteriormente también entrenó al SSV Reutlingen, Royal Antwerp FC, Eintracht Fráncfort, FC Bayern Múnich, PAOK Salónica FC, SL Benfica, Borussia Dortmund, Fenerbahçe SK, BSC Young Boys, a la selección de fútbol de Corea del Norte, Hertha BSC y finalmente al FC Sopron, último equipo que entrenó y con el que se retiró definitivamente en 1995.
Pál Csernai falleció el 1 de septiembre de 2013 a los 80 años de edad.

## Clubes

### Como jugador
| Club                 | País     | Año         | Partidos | Goles |
| -------------------- | -------- | ----------- | -------- | ----- |
| Csepel SC            | Hungría  | 1952 - 1956 | ¿?       | ¿?    |
| Karlsruher SC        | Alemania | 1956 - 1958 | 28       | 6     |
| FC La Chaux-de-Fonds | Suiza    | 1958 - 1959 | ¿?       | ¿?    |
| Stuttgarter Kickers  | Alemania | 1959 - 1965 | 113      | 11    |

### Como entrenador
| Club                                   | País            | Año         |
| -------------------------------------- | --------------- | ----------- |
| Berliner FC Alemannia 1890             | Alemania        | 1968 - 1970 |
| SSV Reutlingen                         | Alemania        | 1970 - 1971 |
| Royal Antwerp FC                       | Bélgica         | 1971 - 1972 |
| Eintracht Fráncfort                    | Alemania        | 1973 - 1977 |
| FC Bayern Múnich                       | Alemania        | 1978 - 1983 |
| PAOK Salónica FC                       | Grecia          | 1983 - 1984 |
| SL Benfica                             | Portugal        | 1984 - 1985 |
| Borussia Dortmund                      | Alemania        | 1985 - 1986 |
| Fenerbahçe SK                          | Turquía         | 1987 - 1988 |
| Eintracht Fráncfort                    | Alemania        | 1988        |
| BSC Young Boys                         | Suiza           | 1990        |
| Selección de fútbol de Corea del Norte | Corea del Norte | 1990 - 1991 |
| Hertha BSC                             | Alemania        | 1993 - 1994 |
| FC Sopron                              | Hungría         | 1994 - 1995 |

## Palmarés

### Como futbolista
Karlsruher SC
- Campeonato del Sur de Alemania (2): 1956, 1958
- Bundesliga (2): 1956, 1958
- Copa de Alemania: 1956

Stuttgarter Kickers
- Oberliga: 1959

### Como entrenador
Eintracht Fráncfort
- Copa de Alemania (3): 1974, 1975, 1988

FC Bayern Múnich
- Bundesliga (2): 1980, 1981
- Copa de Alemania: 1982

SL Benfica
- Primeira Liga: 1984
- Copa de Portugal: 1985
- Supercopa de Portugal: 1985

Fenerbahçe SK
- Copa TSYD; 1987